# Der Testpilot
Der Testpilot (englischer Originaltitel: Test Pilot) ist ein US-amerikanischer Abenteuerfilm von Victor Fleming aus dem Jahre 1938. Das Drehbuch basiert auf einer Erzählung von Frank Wead. Der Film lief Anfang September 1938 als Der Werkpilot in den reichsdeutschen Kinos an und war einer der letzten Kassenerfolge eines Hollywood-Films in Deutschland zur Zeit des Nationalsozialismus. Die deutsche Fernsehpremiere fand im Ersten am 8. März 1991 unter dem Titel Der Testpilot statt. Der Film ist nach San Francisco die zweite Produktion, in der Clark Gable und Spencer Tracy um die Gunst der Heldin buhlen. Wahrscheinlich daher wird der Film in einer deutschen Werbeanzeige als das „‚San Franzisko‘ der Luft“ bezeichnet.

## Handlung
Der Testpilot Jim Lane muss auf einer Farm in Kansas notlanden. Dort trifft er auf Ann Barton, die sich in ihn verliebt. Obwohl sie verlobt ist, heiratet sie Jim schon am nächsten Tag. Ann erfährt langsam, wie gefährlich der Beruf ihres Ehemannes ist und mit welcher Leidenschaft Jim seine Arbeit erledigt. Sie fügt sich aber ins Unvermeidliche und schwört Jims bestem Freund und Mechaniker, Gunner Morris, dass sie zu ihrem Mann steht.
Jim und Gunner unternehmen einen Testflug mit einem neuen Bomber, den der Fabrikant Drake in Produktion geben will. Die Bomben werden durch gefüllte Sandsäcke simuliert. Durch Auftriebsverlust in großer Höhe gerät die Maschine ins Trudeln. Dadurch lösen sich die Sandsäcke, Gunner wird von ihnen „begraben“. Jim will nicht ohne seinen Freund abspringen und schafft es zu landen. Doch für Gunner kommt jede Hilfe zu spät. Der erschütterte Jim gibt seinen Beruf als Testpilot auf und kehrt zu seiner Frau zurück.

## Kritiken
„Klassisches Fliegerdrama mit außergewöhnlicher Starbesetzung und auch heute noch atemberaubenden Flugaufnahmen.“

“As one can see, there's little in Test Pilot that hasn't been done before. But with Clark Gable, Spencer Tracy and Myrna Loy at the controls, the film proved a real audience-pleaser in 1938. In fact, it's still pretty good today.”

„Wie man sehen kann, gibt es in Test Pilot wenig, was vorher noch nicht gemacht wurde. Aber mit Clark Gable, Spencer Tracy und Myrna Loy an den Hebeln erwies sich der Film 1938 als echter Publikumsliebling. Tatsächlich ist er heute noch ziemlich gut.“

## Auszeichnungen
Oscarverleihung 1939
- Nominierung in der Kategorie Bester Film
- Nominierung in der Kategorie Bester Schnitt für Tom Held
- Nominierung in der nicht mehr existierenden Kategorie Beste Originalgeschichte für Frank Wead

## Hintergrund
Zum Staraufgebot der Produktion von MGM zählten die Oscar-Gewinner Clark Gable, Spencer Tracy und Lionel Barrymore.
Co-Autor Waldemar Young, Enkel des Mormonenführers Brigham Young, starb vier Monate nach der Uraufführung in den USA, die am 16. April 1938 stattfand. Für Filmeditor Tom Held war es die vorletzte Filmarbeit. Für die Ausstattung des Filmes waren Cedric Gibbons (11 Oscars in seiner Karriere) und Edwin B. Willis (8 Oscars) verantwortlich. Für den Ton war Douglas Shearer (7 Oscars) zuständig, für die Spezial-Effekte A. Arnold Gillespie (3 Oscars).
Die Abteilung für die Luftaufnahmen wurden von Paul Mantz, der zu der Zeit der beste Stunt-Pilot war, geleitet.

## Roman
Eduard Andrés veröffentlichte einen nach dem Film geschriebenen Roman 1938 in Deutschland mit vielen Filmfotos.